# حقن العقار

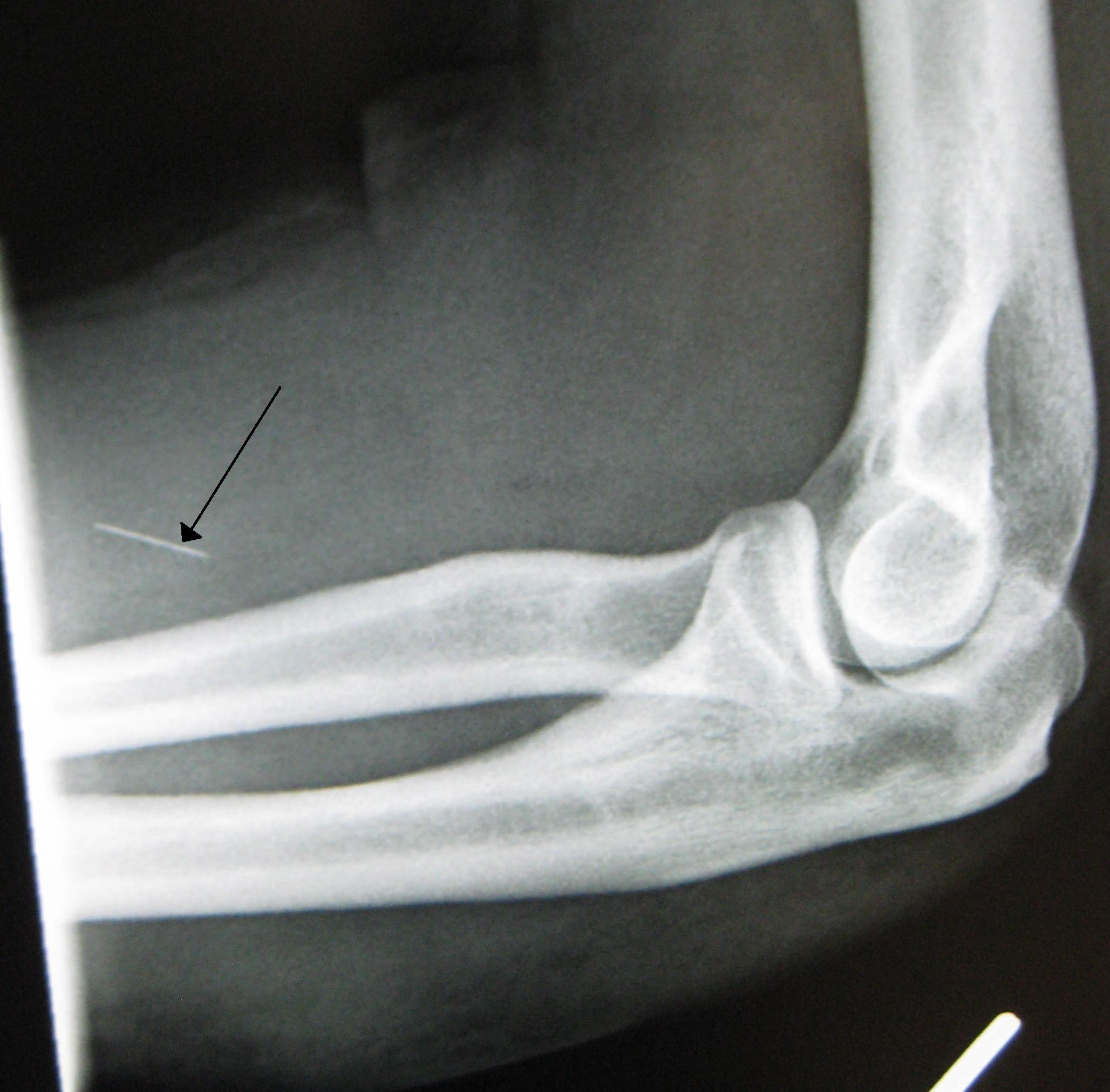
جزء من إبرة تحت الجلد عالقة في ذراع أحد متعاطي المخدرات (الأشعة السينية)

حقن العَقّار أو حَقْن الدَّواء أو زَرْق الدَّواء (بالإنجليزية: Drug injection)‏ هي طريقة لإدخال الدواء إلى مجرى الدم عن طريق إبرة مركزة ومجوفة تحت الجلد، والتي يتم اختراقها من خلال الجلد في الجسم (عادة في الوريد، ولكن أيضا في العضل أو تحت الجلد).
على الرغم من وجود طرق مختلفة لأخذ الادوية، إلا أن بعض المستخدمين يفضلون الحقن لأن التأثيرات الكاملة للدواء تتم بسرعة كبيرة، عادة في غضون خمس إلى عشر ثوان. كما أنه يتخطى عملية التمثيل الغذائي لأول مرة في الكبد، مما يؤدي إلى توافر بيولوجي أعلى وكفاءة للعديد من الأدوية (مثل المورفين أو ثنائي أسيتيل المورفين / الهيروين؛ حيث يتم تدمير ثلثيها تقريبًا في الكبد عندما يتم استهلاكه عن طريق الفم)، وهذا يعني ان المستخدمون يحصلون على تأثير أقوى (بعد فترة قصيرة) من نفس كمية الدواء.
يمكن أن يؤدي هذا «الارتفاع» الأقصر والأكثر كثافة إلى تبعية - جسدية ونفسية - تتطور بسرعة أكبر من الطرق الأخرى لتعاطي المخدرات. اعتبارا من عام 2004، كان هناك 13.2 مليون شخص في جميع أنحاء العالم يستخدمون أدوية الحقن، 22٪ منهم من الدول المتقدمة 

## مميزات الحقن
هناك العديد من الأسباب التي تجعل حقن الادوية أكثر جاذبية بدلاً من اتباع طرق أخرى، مثل: 
- .تأثير متزايد - حقن الدواء عن طريق الوريد يعني أن المزيد من الدواء سوف يصل إلى الدماغ بسرعة أكبر. هذا يعني أن الدواء سيكون له بداية قوية وسريعة للغاية. مع بعض الأدوية، يمكن لهذا أن ينتج أحاسيس غير موجودة مع طرق أخرى، المعروفة باسم الاندفاع.
- استخدام أكثر كفاءة - كمية صغيرة تكفي لأن الحقن يعني أن الدواء سيصل إلى الدماغ أكثر من الطرق الأخرى. هذا لأن دفاعات الجسم وآليات إزالة السموم (مثل التمثيل الغذائي للمرحلة الأولى في الكبد باستخدام الفم) يتم تجاوزها. يزيد الحقن من التوافر البيولوجي للعقار. وهذا يعني أنها تتطلب دواء أقل (وبالتالي أقل من المال) لتحقيق نفس التأثير (بغض النظر عن تحمل الدواء).

## مساوئ الحقن
بالإضافة إلى المشاكل العامة المرتبطة بحقن الإبر الدواء (انظر إلى مخاطر المعالجة بالحقن الوريدي)، هناك بعض المشاكل المحددة المرتبطة بحقن الأدوية من قبل غير المتخصصين، مثل: 
- فرصة الإصابة بالعدوى – عندما يقام بمشاركة الإبر أو مشاركة المحاقن بنقل الأمراض المنقولة بالدم بين المستخدمين، مثل فيروس نقص المناعة البشرية المكتسب (الإيدز) والتهاب الكبد c
- تحدث العدوى الخاملة في مواقع الحقن بسبب عدم وجود [تطهير نظافة] مناسبة وعدم وجود تقنية معقمة أثناء عملية الحقن.
- زيادة فرصة الجرعة الزائدة [2] - لأن الحقن الوريدي يسلم جرعة من الدواء مباشرة إلى مجرى الدم، يكون من الصعب قياس مقدار الاستخدام (على عكس التدخين أو الشخير، حيث يمكن زيادة الجرعة بشكل نسبي تدريجيًا حتى التأثير المطلوب ويتحقق ذلك؛ وهذا يعطي المستخدم الذي يواجه خطر الإفراط في الحصول على فرصة للحصول على العلاج الطبي قبل أن يتم ضبط الجهاز التنفسي). بالإضافة إلى ذلك، بسبب سرعة ظهور الأدوية عن طريق الوريد، يمكن أن تحدث الجرعة الزائدة بسرعة كبيرة، الأمر الذي يتطلب اتخاذ إجراء فوري
- تندب في الأوردة المحيطية - ينشأ ذلك عن استخدام معدات الحقن غير الحادة. هذا أمر شائع خاصة مع المستخدمين الذين يحقنون في السجن وإعادة استخدام المحاقن في بعض الأحيان مئات المرات. قد يؤدي استخدام الدواء لفترة كثيرة إلى ظهور عروق منهارة. على الرغم من أن تغيير موقع الحقن والسماح بوقت للشفاء قبل إعادة الاستخدام قد يقلل من احتمال حدوث ذلك، إلا أن انهيار الأوردة المحيطية قد يستمر مع استخدام الدواء لفترات طويلة. يعد مستخدمو الحقن الوريدية من أكثر مجموعات المرضى صعوبة للحصول على عينات الدم بسبب التندب الوريدي المحيطي. ينتج عن تعتيم الأوردة بسبب الندوب وتراكم السموم مسارات على طول الأوردة وتعرف بعلامات المسار.
- الأضرار الشريانية - قد تتكون الشُذوذات الكاذبة الشريانية في مواقع الحقن، والتي يمكن أن تنفجر، مما قد يؤدي إلى نزف، ونقص تروية، وغرغرينا. الحقن داخل الشرايين غير المقصود يمكن أن يؤدي أيضًا إلى التهاب الشرايين والتخثر، مع عواقب مماثلة في النهاية.[3]
- زيادة فرصة الإدمان - يمكن أن يؤدي التأثير المتزايد لإعطاء الأدوية عن طريق الوريد إلى زيادة فرص الإدمان.
- الوصمة الاجتماعية - في العديد من المجتمعات، هناك وصمة اجتماعية مرتبطة بتعاطي المخدرات باستخدام الحقن الوريدية، بالإضافة إلى وصمة العار العامة حول الاستخدام غير القانوني للمخدرات والإدمان

## الاجراء
يتم إذابة الدواء - عادة (ولكن ليس دائما) في شكل مسحوق أو بلورة - في الماء، عادة في الملعقة، القصدير، غطاء الزجاجة، قاع علبة الصودا، أو حاوية معدنية أخرى. يتم توفير حاويات معدنية أسطوانية - تسمى أحيانًا «المواقد» - بواسطة برامج تبادل الإبر. يرسم المستخدمون الكمية المطلوبة من الماء في المحاقن والمغذيات عبر هذا الدواء. ثم يتم خلط الحل وتسخينه من الأسفل إذا لزم الأمر. يتم استخدام التسخين بشكل أساسي مع الهيروين (على الرغم من أنه ليس دائمًا، اعتمادًا على نوع الهيروين)،  ولكنه يستخدم أيضًا في كثير من الأحيان مع أدوية أخرى، خاصةً الأقراص المكسرة. يذوب حمض الكوكايين (الكوكايين المسحوق) بسهولة تامة دون حرارة. الهيروين المعد للسوق الأوروبية غير قابل للذوبان في الماء وعادة ما يتطلب إضافة حمض مثل حامض الستريك أو حمض الأسكوربيك (فيتامين سي) لتذويب الدواء. بسبب المخاطر الناتجة عن استخدام عصير الليمون أو الخل في تحميض المحلول، تتوفر عبوات حمض الستريك ومسحوق فيتامين سي في أسواق الإبر في أوروبا. في الولايات المتحدة، يتم استخدام خل وعصير الليمون لتصوير الكوكايين الكراك. وتحول الأحماض قاعدة الكوكايين غير القابلة للذوبان في الماء في صدع إلى ملح الكوكايين (أسيتات الكوكايين أو سيترات الكوكايين)، وهو قابل للذوبان في الماء (مثل هيدروكلوريد الكوكايين).
وبمجرد تذويب المخدرات، يتم استخدام حقنة صغيرة (عادة 0.5 أو 1 سم مكعب) لرسم المحلول من خلال مرشح، وعادة ما يكون القطن من مرشح السجائر أو مسحة القطن (برعم القطن). تُستخدم عادةً محاقن "Tuberculin" وأنواع من الحقن المستخدمة لحقن الأنسولين. عادة ما تحتوي المحاقن شائعة الاستخدام على إبرة قياس 28 (أو ما شابه) مدمجة عادةً بطول 1/2 أو 5/8 بوصة.
موقع الحقن المفضل هو صدع الكوع (أي الوريد الحجاجي الأوسط)، على يد المستخدم غير المكتوبة. يختار المستخدمون الآخرون استخدام الوريد الباسيليكي؛ في حين أنه قد يكون من الأسهل «الضرب»، يجب توخي الحذر حيث يعمل اثنان من الأعصاب بالتوازي مع الوريد، مما يزيد من فرصة تلف الأعصاب، وكذلك فرصة «النك» الشرياني. 

## عقاقير ترويحية

### المخاطر
تنتج المخاطر الناتجة عن استخدام الحقن عن طريق مجموعة متنوعة من العوامل، بما في ذلك ممارسات الحقن غير النظيفة أو غير الآمنة والحقن المتكرر في نفس الموقع. إن مستخدمي الحقن الذين يفشلون في تطهير الجلد بشكل مناسب أو استخدام منتجات الحقن النظيفة يكونون أكثر عرضة للإصابة بالتهاب الخلايا والتهاب الهلل والخراجات والالتهاب الوريد الخثاري. هذه العدوى يمكن أن ينتج عنها لاحقا تسمم الدم وتجرثم الدم، والتي يمكن أن تكون قاتلة إذا لم تعالج.  يمكن أن تؤدي الحقن المتكررة، خاصةً تلك التي لها ممارسات غير آمنة، إلى وجود مخاوف طبية إضافية تشمل تجلط وتخثر الدم والتهاب الشغاف المعدي. في حالات نادرة يمكن أن يكون سبب التهاب العضلة العظمية في الصدر عن طريق استخدام الحقن عن طريق الوريد. 
 تنشأ مخاطر إضافية ناتجة عن ممارسات الحقن غير الآمنة في المقام الأول من تبادل المواد (الإبر، المواقد، المحاقن) المستخدمة في الحقن. مسببات الأمراض المنقولة عن طريق الدم، مثل فيروس نقص المناعة البشرية، التهاب الكبد B ، والتهاب الكبد الوبائي C هي مصدر قلق خاص بين متعاطي المخدرات بالحقن الذين يتشاركون الإمدادات، ويزيدون من احتمال الإصابة.  ومن التحديات الإضافية، أن الأفراد المصابين لا يعرفون فقط وضعهم الإيجابي ويواصلون مشاركة الإمدادات، مما يعرض المستخدمين الآخرين لخطر الإصابة أيضًا. لن يعاني 30-50٪ من البالغين من أعراض التهاب الكبد B الحاد، وأولئك الذين يعانون من خمول أو غثيان أو ألم في البطن العلوي أو آلام في العضلات أو سواد البول يجب أن يربطوا بين هذه الأعراض وبين العدوى المحتملة لطلب الرعاية والحد انتشار الفيروس. 
من بين جميع طرق تناول العقاقير، يحمل الحقن أكبر المخاطر إلى أقصى حد حيث يتجاوز آليات الترشيح الطبيعية للجسم ضد الفيروسات والبكتيريا والأجسام الغريبة. سيكون هناك دائما خطر أقل بكثير من الجرعة الزائدة والمرض والعدوى، والمشاكل الصحية مع بدائل للحقن، مثل التدخين، أو النفخ (الشخير أو ابتلاع الأنف)، أو البلع.
حقن المخدرات هو أيضا أحد المكونات الشائعة في متلازمة نقص المناعة المكتسبة. ومن المعروف أن أجزاء من حقن حبوب منع الحمل تسد الأوعية الدموية الصغيرة في الرئتين، والدماغ، وأماكن أخرى، مما قد يتسبب فيانسداد رئوي (PE) أو سكتة دماغية أو انسداد وريدي. نسبة صغيرة من البولي ايثيلين ترجع إلى انصمام الهواء والدهون والتالك في عقاقير تعاطي المخدرات بالحقن الوريدي. وبشكل أكثر شيوعًا، فإن الاستجابة الالتهابية لهذه الأجسام الغريبة تسببأنسجة حبيبية تتشكل في الأسرة الشعرية، مما يؤدي إلى التهاب الأوعية الدموية، وعندما يحدث ذلك في السرير الشعري الرئوي، قد يكون هناك تحسس رئوي محتمل. إن إصابة الشرايين والأعصاب أمر خطير ومؤلِّم ويعرض مجموعة من المشاكل المشابهة.

### تقليل الضرر

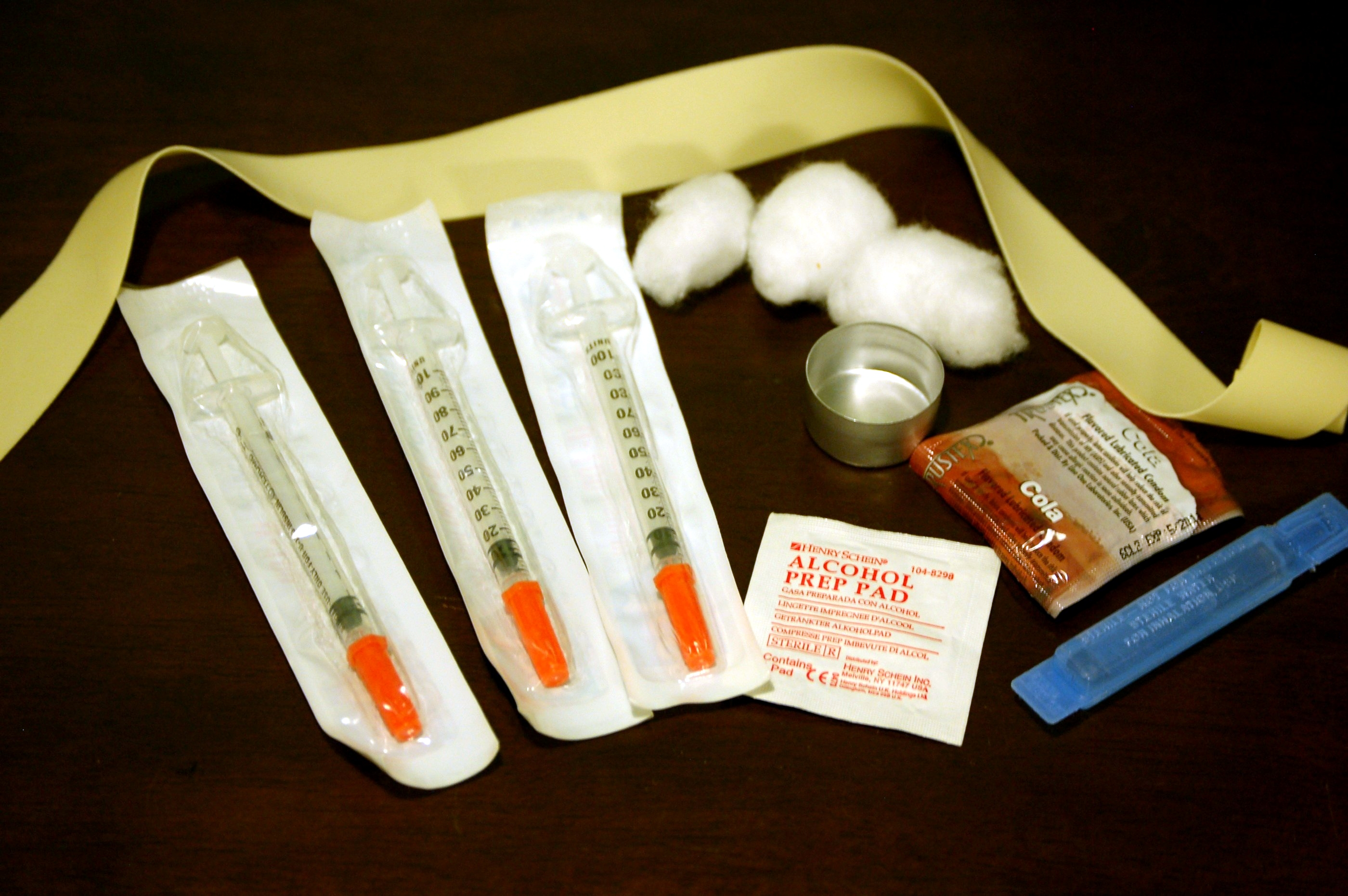
مجموعة الحقن المعقمة والآمنة التي تم الحصول عليها من برنامج تبادل الإبر

الحد من الضرر هو نهج الصحة العامة الذي يعمل كبديل لتوجيه الامتناع فقط. ورغم أنها لا تتغاضى عن استخدام المخدرات غير المشروعة أو غير المشروعة، فإنها تسعى إلى الحد من الأضرار والمخاطر والمخاطر المرتبطة بالاستخدام غير المشروع للمخدرات، سواء بالنسبة للشخص الذي يستخدم المخدرات غير المشروعة أو المجتمع الأوسع. إن مستخدمي المخدرات عن طريق الحقن الذين يعيدون استخدام مكونات توصيل الدواء يعرضون أنفسهم وغيرهم لخطر الإصابة بأمراض مثل فيروس نقص المناعة البشرية، والتهاب الكبد B ، والتهاب الكبد C ، بالإضافة إلى زيادة فرصهم في الإصابة بعدوى خطيرة. في عام 2015، أجرت مراكز السيطرة على الأمراض تقريرًا عن فيروس نقص المناعة البشرية، ونسبت 2,392 (6٪) من التشخيصات الجديدة لفيروس نقص المناعة البشرية إلى تعاطي المخدرات عن طريق الحقن الوريدي في الولايات المتحدة.
تتمثل إحدى الطرق البارزة لمعالجة مشكلة انتقال المرض بين مستخدمي المخدرات عن طريق الحقن في برامج تبادل الإبر (المعروفة أيضًا باسم برامج تبادل الحقن، أو برامج خدمة المحاقن أو برامج المحاقن الإبرية)، حيث يمكن للأشخاص الذين يتعاطون المخدرات عن طريق الحقن (PWID) الوصول إلى الإبر المعقمة والحقن. وغيرها من المعدات. بالإضافة إلى توفير أجهزة معقمة تستخدم في حقن المخدرات، فإن هذه البرامج غالبا ما تتيح الوصول إلى اختبار الأمراض المعدية، والإحالات لتعاطي المخدرات أو برامج علاج الصحة العقلية، وأكثر من ذلك. وتتمثل الفكرة وراء نُهُج الاختزال الجسدي في إبطاء انتقال المرض، مثل فيروس نقص المناعة البشرية / الإيدز والتهاب الكبد باء وجيم، وتعزيز الصحة العامة عن طريق الحد من ممارسة تبادل الإبر المستعملة.
في البلدان التي تكون فيها برامج الحد من الضرر محدودة أو غير موجودة، من الشائع جدًا أن يستخدم مستخدمو الحقن الوريدي إبرة واحدة بشكل متكرر أو مشاركتها مع مستخدمين آخرين. كما أنه من غير المألوف جدًا استخدام عامل تعقيم على الإبر والحقن. هذا يخلق السكان عالية المخاطر لانتشار مسببات الأمراض المنقولة بالدم.
بدأ مؤخرا نهج جديد للحد من الضرر لمستخدمي المخدرات بالحقن الوريدي في جنوب ولاية نيفادا في عام 2017. تمت الموافقة على Trac-B Exchange - جنوب نيفادا للحد من الضرر البرنامج في أوائل عام 2017 للمساعدة في الحد من انتشار فيروس نقص المناعة البشرية في «الناس الذين حقن المخدرات». في نيفادا، أدى تقاسم الإبر لحقن الأدوية إلى زيادة انتشار فيروس نقص المناعة البشرية والتهاب الكبد B و C. في محاولة للحد من انتشار مسببات الأمراض المنقولة بالدم، قامت Southern Nevada بتثبيت آلات البيع لإتاحة الوصول إلى الإبر المعقمة أولئك الذين يستخدمونها لحقن المخدرات. يُطلب من الأفراد الذين يستخدمون آلات البيع هذه التسجيل في Trac-B ويسمح لهم بمربعين في الأسبوع. تحتوي الصناديق على إبر معقمة بالإضافة إلى إمدادات أخرى ضرورية لتقليل خطر انتشار مسببات الأمراض المنقولة بالدم. إذا نجح هذا البرنامج التجريبي في الحد من انتشار مسببات الأمراض المنقولة بالدم، فقد نرى برامج مثل هذه تنتشر إلى أجزاء أخرى من البلاد.
على الرغم من أن هذه فكرة جديدة في الولايات المتحدة، فقد تم اختبارها في أوروبا منذ أكثر من 20 عامًا. من أجل مكافحة وباء الإيدز المنتشر في جميع أنحاء أوروبا، سمحت فرنسا للصيدليات بتوزيع الإبر بدون وصفة طبية وتنفيذ برامج تبادل الإبر. في عام 1996، بدأوا برنامجًا رائدًا لآلات بيع الحقنة، على غرار آلة بيع تعمل بقطع النقود المعدنية. تم وضع أول آلات البيع في مرسيليا بسبب ارتفاع نسبة الإصابة بالإيدز بسبب مشاركة الإبر. نشرت نتائج دراستهم في عام 1999. وجدوا أنه عندما زاد توافر المحاقن، بدأ المزيد والمزيد من الناس في شراء إبر معقمة. كما يوفر طريقة منفصلة للناس لشراء الإبر دون الحاجة إلى الشعور بالحرج الذهاب إلى الصيدلية. وقد وضعوا نظرية مفادها أنه مع زيادة إمكانية الوصول إلى الإبر المعقمة، فإنهم يتوقعون حدوث انخفاض في حالات المرض الممرضة في الدم. 

### حقن أكثر امانًا
تعمل فلسفة الحد من الضرر على تعزيز المعلومات والموارد لمستخدمي المخدرات IV من أجل ممارسة الحقن الأكثر أمانًا. تعتمد الإرشادات العامة للحقن الوريدي الآمن عادةً على الخطوات التالية:
يجب تنظيف المنطقة لإعداد الدواء بالماء الدافئ والصابون أو مسحة الكحول لتقليل خطر العدوى البكتيرية.
تشتمل هذه المعدات عادة على محاقن وإبر جديدة، مسحات كحولية، شطف قطرات للعين كماء معقمة، فلتر (مرشح قطن أو محاقن مثل، عاصبة، وملعقة نظيفة. من أجل تقليل فرصة البكتيريا أو الفيروسات التي تدخل مجرى الدم، ينصح الناس بغسل أيديهم بالصابون والماء الدافئ. ومع ذلك، وبما أن الناس لا يستطيعون دائمًا الوصول إلى الماء الساخن والصابون أثناء حقنهم بالحقن، فإن فلسفة الحد من الضرر تسعى إلى إيجاد الخيار الأكثر واقعية وموثوقية الذي سيتخذه مستخدمو المخدرات؛ من غير المحتمل استخدام عملية تستغرق الكثير من الوقت أو الوصول إلى المواد بشكل متكرر. عادة ما يتم توزيع مسحات الكحول مع معدات الحقن، وعلى الرغم من أنها أقل فعالية من غسل اليدين، إلا أن استخدامها أكثر فعالية من لا شيء. إن أي مشاركة لمعدات الحقن، حتى بوابل المداخن، غير مشجعة إلى حد كبير، وذلك بسبب الخطر الكبير لنقل البكتيريا والفيروسات عبر المعدات.
ينصح بالماء المعقم أيضًا لمنع العدوى. تقوم العديد من البرامج بتوزيع قارورة أو أمبولات من مياه معقمة USP لهذا السبب. وحيث لا يمكن الحصول على الماء المعقم، يوصي نهج الحد من الضرر بالماء المغلي لمدة خمس دقائق، ثم يسمح له بالتبريد..
بمجرد دمج الماء والمواد في وعاء الخلط، يتم تطبيق الحرارة أحيانًا لمساعدة الخلط. يوصى بالتصفية من قبل الخدمات الصحية، حيث يمكن أن يتكون المزيج من الشمع أو مواد أخرى غير قابلة للذوبان والتي تضر بالعروق. بالإضافة إلى ذلك، كان حقن التلك يرتبط بالتصل الرئوي في متعاطي المخدرات عن طريق الحقن. مرشحات العجلات هي المرشحات الأكثر فعالية. ويهدف 5.0 ميكرون مرشح عجلة (على سبيل المثال، Apothicom Sterifilt) - المشتركة في بعض برامج تبادل الإبر بدلا من القطن - للتخلص من التلك من أقراص وصفة طبية مثل البنزوديازيبينات ديكستروامفيتامين،  وأقراصالميثادون، وغيرها من العقاقير الترفيهية مثل MDMA. ومع ذلك، يمكن استخدام الصوف القطني (مع خطر حمى القطن) أو السدادات القطنية، على الرغم من كونه أكثر فعالية، يجب إجراء العديد من عمليات الترشيح؛ يجب عدم استخدام فلاتر السجائر، وذلك بسبب خطر تقصف الألياف وحقنها مع المحلول، كما يجب عدم إعادة استخدام الفلاتر من أي نوع، سواء كمرشحات أو في محاولة لاستعادة مواد الدواء الموجودة، بسبب العديد من المخاطر، تتراوح من حمى القطن إلى الإنتان المهدد للحياة. [14]
وبمجرد سحب المزيج إلى المحقنة، يجب إزالة فقاعات الهواء عن طريق تحريك الفوهة مع توجيه الإبرة لأعلى والضغط على المكبس لطرد الفقاعات التي تتجمع في الأعلى. يتم ذلك لمنع حقن الهواء في مجرى الدم.
يمكن استخدام عاصبة للمساعدة في الوصول إلى الوريد. لا ينبغي أن تكون عاصبة ضيقة جدا، أو تركت لفترة طويلة جدا، لأن هذا يؤدي إلى تضخم الأوردة وتمتد. عند الحقن ، يجب أن يتجه مجسم الإبرة أو «ثقب» إلى الأعلى وأن يتم تخفيفه داخل الوريد بزاوية ضحلة تتراوح بين 10 و 35 درجة لتقليل مخاطر الاختراق عبر الوريد تمامًا. من أجل منع الإجهاد على الوريد ، يجب أن تشير الإبرة نحو القلب.
يجب سحب المكبس إلى الخلف قليلاً (يعرف بالعامية باسم «رجوع الظهر» أو «الإشارة») لضمان وجود الإبرة في الوريد. يجب أن يظهر الدم في برميل المحقنة إذا كانت هذه هي الحالة. وتسمى هذه العملية نضح الإبرة أو التسجيل. عند الوصول إلى الوريد مع تدفق الدم دون عائق ، قد يحدث «الفلاش باك»، أو الفلاش المفاجئ من الدم الأحمر داخل طرف الإبرة ، بشكل تلقائي عندما تدخل الإبرة الوريد. لأن الظهور المفاجئ للدم في الإبرة / المحقنة وحدها لا يضمن وضع الإبرة الصحيحة (يمكن أن يحدث الفلاش باكس عندما تمر إبرة عبر الوريد تمامًا أو تدخل الشريان عن غير قصد أو يتم تسخينه بأي شكل آخر)، ولا يزال شفط المكبس على المحقنة يعتبر خطوة ضرورية..
يجب إزالة العوامة ثم دفع المكبس بلطف. بعد الحقن ، يجب الضغط على الأنسجة النظيفة أو الصوف القطني ضد موقع الحقن لمنع النزيف. على الرغم من أن العديد من الأشخاص يستخدمون مسحة كحولية لهذا الغرض ، إلا أن الخدمات الصحية لا تشجعهم لأن الكحول يتداخل مع تخثر الدم..
يجب التخلص من معدات الحقن باستخدام «حاوية حادة» إذا تم توفيرها. يوصى باستخدام الحاويات الأخرى ذات الجدران الصلبة مثل الزجاجة كخيار ثاني أفضل.

## التعديلات
بشكل خاص للإعطاء في الوريد ، يمكن أن يكون الحقن الذاتي في الذراع محرجًا ، ويقوم بعض الناس بتعديل حقنة للتشغيل الأحادي عن طريق إزالة المكبس وتثبيت اللمبة مثل من قطارة كبيرة أو مصاصة الطفل إلى نهاية البرميل إلى في الواقع جعلها قطارة كبيرة مع إبرة الملصقة. هذا هو بالتالي نوع من طريقة الحقن الشائعة مع قطارة مع إبرة تحت الجلد الملصقة ، باستخدام «طوق» مصنوع من الورق أو مواد أخرى لخلق ختم بين الإبرة والقطارة. إزالة جزء من مجموعة الغطاس عن طريق قطع معظم مسامير العمود وإبهام ووضع اللمبة إلى نهاية البرميل ، وبالتالي السماح للبص لتشغيل المكبس عن طريق الشفط ، كما يعمل في كثير من الحالات.
كان هناك بديل للحقن في السبعينات من القرن الماضي لاستخدام قطارة أدوية الزجاج، ومن المفترض أن يسهل التعامل معها بيد واحدة. تم استخدام دبوس شعر كبير لإحداث ثقب في الجلد وتم إدخال القطارة المحتوية على العقار (عادة الهيروين) وتم تقليب اللمبة وإطلاقها في الأنسجة. كما تم الإبلاغ عن هذه الطريقة ـ من قبل ويليام إس بوروز وغيره من المصادر ـ للإدارة الوريدية على الأقل حتى عام 1930

## بدائل
عادة ما يكون النفخ (الشخير أو الاستنشاق) أكثر أماناً من الحقن من حيث الخطر النسبي لانتقال الفيروسات المنقولة بالدم. ومع ذلك ، فإن الأغشية الموجودة في الأنف حساسة للغاية ويمكن أن تنفجر عند الشخير ، لذلك يجب أن يكون لدى المستخدمين معدات شخير خاصة بهم غير مشتركة مع أي شخص آخر ، من أجل منع انتقال الفيروس. كما هو الحال مع الحقن ، هناك حاجة إلى سطح تحضير نظيف لإعداد الدواء من أجل الشخير. الأغشية الأنفية يمكن أن تتضرر بشكل خطير من الشخير المنتظم.
يمكن أيضا أن تدخن المخدرات أو «مطاردة». التدخين والمطاردة لديهم خطر لا يستهان به من انتقال العدوى البكتيرية أو الفيروسية ويقل خطر اختطار الجرعة الزائدة مقارنة بالحقن ، لكنهم لا يزالون يحتفظون بالكثير من «الاندفاع» للحقن حيث تحدث آثار الدواء بسرعة كبيرة. الملاحقة هي طريقة أكثر أمانًا لاستخدام الهيروين من الحقن ، مع خيار واحد مشترك هو استخدام رقائق الألومنيوم الجديدة ، أولاً تمرير شعلة ولاعة السجائر على كلا الجانبين / أو الجانب اللامع فقط على الأقل ، وهو المساعدة على تعقيمه («علاج»)
[بحاجة لمصدر]
يميل البلع إلى أن يكون الطريقة الأكثر أمانًا وبطءًا في تناول الأدوية. إنه أكثر أماناً لأن الجسم لديه فرصة أكبر بكثير لتصفية الشوائب. عندما يصبح الدواء أبطأ ، يميل التأثير إلى الاستمرار لفترة أطول أيضًا ، مما يجعله تقنية مفضلة على مشهد الرقص للسرعة والنشوة. نادراً ما يأخذ الناس الهيروين عن طريق الفم ، حيث يتم تحويله إلى المورفين في المعدة ، ويتم تقليل فعاليته بأكثر من 65٪ في هذه العملية. ومع ذلك ، يعتمد التوافر البيولوجي عن طريق الفم من المواد الأفيونية بشكل كبير على المادة والجرعة والمريض بطرق لم يتم فهمها بعد. من الأفضل ابتلاع الحبوب مثل البنزوديازيبينات لأنها تحتوي على حشوات التلك أو الشمع. هذه الحشوات لن تهيج المعدة ، ولكنها تشكل مخاطر صحية خطيرة للأوردة أو الأغشية الأنفية.
إن إدارة الأقراص الفموية تحت اللسان (تحت اللسان) أو بشكلي (بين اللثة والفك) هي تقنية تستخدم سريريًا لزيادة التوافر الحيوي للعديد من الأدوية. ولوحظت زيادة ملحوظة في آثار دواء مأخوذ بهذه الطريقة للعديد من المواد الأفيونية وجميع البنزوديازيبينات تقريبا.
"Shebanging" ينطوي على رش المخدرات المذابة في الأنف ليتم امتصاصها من خلال غشاء الأنف.
ويعتمد «الانسداد» أو الابتلاع المستقيمي على الأوردة العديدة في الممر الشرجي الذي يمر بالمخدر إلى مجرى الدم بسرعة كبيرة. يجد بعض المستخدمين أن تداول بعض «الاندفاع» لمخاطر صحية أقل هو حل وسط جيد. عادة ما ينطوي على رمح حوالي 1.5 مل من السوائل المختلطة مع الادوية.
لدى النساء الخيار الإضافي في «الرفوف»، حيث يمكن إدخال المخدرات في المهبل. وهذا يشبه المستقيم ، حيث يوجد العديد من الأوعية الدموية خلف جدار رفيع جدًا من الخلايا ، لذلك يمر الدواء إلى مجرى الدم بسرعة كبيرة. يجب توخي الحذر مع الأدوية مثل الأمفيتامين التي قد تهيج بطانة حساسية المستقيم والمهبل.
يمكن امتصاص المواد تحت وزن جزيئي معين من خلال الجلد وإلى مجرى الدم عند إذابته في ثنائي ميثيل سلفوكسيد المذيب (DMSO) الذي يتوفر كسائل أو هلام ؛ ولذلك هناك إمكانية لخلق طهو موضعي مع DMSO من الدرجة الطبية ودواء معين الذي سيحل مشاكل المرور الأولى والمسح تدمير الجهاز الهضمي ، بالإضافة إلى بداية أسرع من الآثار.

## تاريخ
يعد استخدام الدواء الرابع ظاهرة حديثة نسبياً ناتجة عن اختراع محاقن قابلة لإعادة الاستخدام وتوليف المورفين والكوكايين النقي كيميائياً.
 وقد لوحظ أن إعطاء الدواء عن طريق الوريد يعزز تأثيرها ، وحيث أن مثل هذه الأدوية مثل الهيروين والكوكايين تستخدم بالفعل لعلاج مجموعة واسعة من الأمراض ، فقد تم إعطاء العديد من المرضى حقن أدوية «صلبة» لمثل هذه الأمراض مثل الإدمان على الكحول والاكتئاب.
وبحلول عصر أليستر كراولي، كانت هناك ثقافة تعاطي بالحقن الوريدية صغيرة بالفعل ولكنها كانت موالين لها. كتب السيرآرثر كونان دويل أن شرلوك هولمز كان يستخدم لحقن الكوكايين ليحتل ذهنه بين الحالات. 

### المنشأ والاستخدام المبكر
اخترع العالم الفرنسي تشارلز برافاز في عام 1851 الإبرة والحقن تحت الجلد في شكله الحالي ، وأصبح معروفًا بشكل خاص خلال حروب ذلك العقد وما تبعه من عقد. ومع ذلك ، كانت أول محاولة معروفة لحقن المخدرات في الجسم محاولة عام 1667 لحقن محلول منالأفيون في الكلاب ، وشكك البعض في أن تناول الأدوية بالحقن قد يعمل بشكل أفضل على أساس ممارسة فرك الأفيون والمخدرات الأخرى. إلى تقرحات أو جروح على الجلد بغرض التسبب في الامتصاص الجهازي وبدايات الفهم العلمي لأداء الرئتين.
خلال معظم فترة الخمسينات من القرن التاسع عشر ، كان الاعتقاد السائد سابقاً أن الإدمان على الأفيون والإدمان (وغالباً ما يطلق عليه «شهية الأفيون»، أو ، عند الاقتضاء ، «شهية المورفين» أو «شهية الكوديين») كان نتيجة عمل الدواء على الجهاز الهضمي. النظام - تماما مثل أي الجوع أو العطش - تسبب الأطباء لاختيار حقن المورفين بدلا من إعطاءه شفويا ، على أمل أن الإدمان لن تتطور. بالتأكيد ، بواسطة ج. في عام 1870 أو ما قبله ، كان واضحًا أن هذه ليست الحالة وأن عنوان المدمن المورفين الأسبق كما يفهم المصطلح حاليًا يُعطى في كثير من الأحيان إلى زوجة برافاز ، على الرغم من أن التعريب من خلال تناول الدواء شفويا كان معروفًا قبل هذا الوقت ، بما في ذلكفريدريك سيرتورنر وشركاؤه وأتباعه وزوجته وكلبه. إلى حد ما ، كان يعتقد أيضا في وقت مبكر أن تجاوز الرئتين من شأنه أن يمنع إدمان الأفيون ، وكذلك التعود علىالتبغ. لا يتم حقن الإيثانول بشكله المعتاد ويمكن أن يكون ضارًا جدًا بمعظم طرق الحقن ؛ في العصر الحديث ، يتم استخدامه كبديل أو potentiator من الفينول (حمض carbolic) في إجراءات لإزالة الأعصاب التالفة.
في عام 1851 أو بعده بقليل ، كانت الأدوية التي تم اكتشافها واستخراجها من نباتاتهم الأصلية وتكريرها في أملاح بلورية نقية قابلة للذوبان في الماء تشمل المورفين (1804 أو أواخر 1803)،الكودايين (1832)، النركيكين /النوساكابين (1803-1805؟) بابافيرين (1814)، الكوكايين (1855)، الكافيين (1819)، الكينين (1820)، الأتروبين (1831)، سكوبولامين (المعروف أيضا باسم hyoscine ، الملقب laevo-duboisine) (1833؟)، hyoscyamine أو laevo-atropine (1831) مخاليط أملاح الأفيون (c 1840s)، مشتقات الكلورال (1831 وما يليها)، الإيفيدرين (1836؟)، النيكوتين (1828)، والعديد من الأنواع الأخرى ، ذات التأثير النفساني وغير ذلك. تم استخدام المورفين بشكل خاص على نطاق أوسع بعد اختراع حقنة تحت الجلد ، وكانت ممارسة التخدير الموضعي عن طريق التسلل خطوة أخرى إلى الأمام في الطب الناجم عن إبرة تحت الجلد ، تم اكتشافها في نفس الوقت تقريبًا أنه تم تحديد أن الكوكايين أنتج مادة مفيدة تخدير الأغشية المخاطية والعين.
يتم حقن مجموعة واسعة من الأدوية. من بين الأكثر شعبية في العديد من البلدان المورفين والهيروين والكوكايين والأمفيتامين والميثامفيتامين. كما يتم حقن العقاقير التي تستلزم وصفة طبية - بما في ذلك الأقراص والكبسولات وحتى السوائل والتحاميل - في بعض الأحيان. وهذا ينطبق بشكل خاص على المواد الأفيونية الموصوفة ، لأن بعض مدمني الأفيون يدخنون الهيروين بالفعل. تعتبر مستحضرات الحقن غير المخصصة لهذا الغرض خطيرة بشكل خاص بسبب وجودالسواغات (الحشو)، والتي يمكن أن تسبب جلطات الدم. يعتبر حقن الكوديين في مجرى الدم بشكل مباشر أمرًا خطيرًا لأنه يتسبب في إطلاق سريع للهيستامين، مما قد يؤدي إلى احتمال حدوث تأق شديد ووذمة رئوية. يحملثنائي هيدرو كودين والهيدروكودون والنيكودودين وغيرها من المنتجات المعتمدة على الكوديين مخاطر مماثلة. قد يُحقن Codeine بطريق الحقن العضلي أو تحت الجلد. لن يكون التأثير فوريًا ، ولكن يتم تجنب إطلاق الهستامين الضخم الخطير وغير المرغوب فيه من الحقن الوريدي للكودايين. لتقليل كمية المواد غير المحلولة في السوائل المعدة للحقن ، يتم استخدام فلتر القطن أو الألياف الاصطناعية عادة ، مثل طرف مسحة القطن أو قطعة صغيرة من فلتر السجائر.
تضيف بعض الشركات المصنعة نالوكسون المضاد أو مضادات الكولين والأتروبين والهوماتروبين (في أقل من الجرعات العلاجية) إلى حبوب منع الحمل لمنع الحقن. بخلاف النالوكسون ، يساعد الأتروبين بالفعل المورفين وغيره من المخدرات في مكافحة الألم العصبي. قد لا يمثل الأتروبين مشكلة كبيرة ، وهناك احتمالية تقليل محتوى الأتروبين للأقراص القابلة للذوبان عن طريق وضعها على قلم حبر مع قطرة ماء في الأعلى ، ثم إعداد لقطة من بقية الحبة. تحظر كندا والعديد من البلدان الأخرى الشركات المصنعة من إدراج المكونات النشطة الثانوية للسبب أعلاه ؛ لا يحتوي على Talwin PX نالوكسون. ومع ذلك ، فإن عقار بنتازوسين وأقاربه ، كمنضض للمخدرات ، يمكن أن يتسبب في انسحاب الأشخاص المعتمدين جسديا على المخدرات.